# Карташов, Анатолий Серафимович
Анато́лий Серафи́мович Карташо́в (род. 1 июня 1948) — советский легкоатлет, специалист по многоборьям. Наивысших успехов добился в 1970-х годах, бронзовый призёр чемпионата СССР, обладатель Кубка СССР, призёр первенств всесоюзного и всероссийского значения. Представлял Ставрополь и физкультурно-спортивное общество «Динамо». Мастер спорта СССР международного класса.

## Биография
Анатолий Карташов родился 1 июня 1948 года. Занимался лёгкой атлетикой в Ставрополе, выступал за физкультурно-спортивное общество «Динамо».
Впервые заявил о себе в десятиборье на всесоюзном уровне в сезоне 1973 года, когда с результатом в 7455 очков занял 14-е место на чемпионате СССР по многоборьям в Москве.
В сентябре 1975 года одержал победу на всесоюзных соревнованиях в Москве, набрав в сумме десятиборья 7496 очков.
В 1976 году стал седьмым на чемпионате СССР в Киеве (7776), выиграл всесоюзный турнир в Тарту (7836).
В июле 1977 года с результатом в 7775 очков выиграл бронзовую медаль на чемпионате СССР в Риге.
В 1978 году взял бронзу на турнире в Одессе, получил серебро на домашних соревнованиях в Ставрополе, установив при этом свой личный рекорд в десятиборье — 8030 очков.
В июле 1979 года показал 12-й результат на всесоюзных соревнованиях в Донецке (7639).
В июне 1980 года занял 13-е место на чемпионате СССР в Москве (7689).
За выдающиеся спортивные достижения удостоен почётного звания «Мастер спорта СССР международного класса».